# Форт Саплај (Оклахома)
Форт Саплај (енгл. Fort Supply) град је у америчкој савезној држави Оклахома.

## Демографија
По попису из 2010. године број становника је 330, што је 2 (0,6%) становника више него 2000. године.
| Група             | 2000.       | 2010.       |
| Белци             | 313 (95,4%) | 301 (91,2%) |
| Афроамериканци    | 1 (0,3%)    | 0 (0,0%)    |
| Азијати           | 0 (0,0%)    | 0 (0,0%)    |
| Хиспаноамериканци | 3 (0,9%)    | 17 (5,2%)   |
| Укупно            | 328         | 330         |